# Wagneriana cobella
Wagneriana cobella är en spindelart som beskrevs av Levi 1991. Wagneriana cobella ingår i släktet Wagneriana och familjen hjulspindlar. Inga underarter finns listade i Catalogue of Life.